# Maame Biney
Maame Biney (28 januari 2000, Accra) is een Amerikaans Shorttrackster die op de Olympische Winterspelen 2018 schaatste.

## Biografie
Maame Biney wordt in Accra, Ghana, geboren. Op de leeftijd van 5 jaar, verhuisde ze naar de Verenigde Staten en ging zij in Reston wonen. Ze begon schaatsen op de leeftijd van 6 jaar.

## Carrière
Ze werd begin 2017 en begin 2018 derde op het Junior wereldkampioenschappen.
Op 16 december 2017 kwalificeerde zij zich voor de Olympische Winterspelen 2018 op de 500 meter.

## Referentie
1. ↑  Maame Biney, olympic.org
2. ↑  Penny, Brandon, "Maame Biney Becomes First African-American Woman To Make U.S. Olympic Speedskating Team", TeamUSA.org, 16 december 2017.
3. ↑  (en) Maame Biney Wins 1st US Gold in Women’s Jr. Championships. NBC4 Washington. Gearchiveerd op 6 maart 2018. Geraadpleegd op 5 maart 2018.
4. ↑  Copeland, Kareem, "Maame Biney looking like the future of U.S. speedskating", The Denver Post, August 20, 2017. Gearchiveerd op 1 juli 2022.
5. ↑  Grassie, Julia, "Who is Maame Biney?", NBC Olympics, 20 december 2017. Gearchiveerd op 15 februari 2018. Geraadpleegd op 5 februari 2018.